# Villa Pallavicino
La villa Pallavicino est une villa Second Empire située dans la commune de Salerano Canavese au Piémont.

## Histoire
La villa fut construite comme résidence d'été du marquis Giuseppe Pallavicino Mossi au début du XXe siècle.
En 1995, après la mort de la dernière descendante des marquis Pallavicino Mossi, la comtesse Bianca, la villa fut vendue plusieurs fois.

## Description
La villa se dresse en position dominante avec vue sur l'amphithéâtre morainique d'Ivrée et les montagnes de la Vallée d'Aoste. Le bâtiment, qui présente un plan en forme de "C", se développe sur deux étages plus une mansarde.